# Aldo Montano (Fechter, 1910)
Aldo Montano (* 23. November 1910 in Livorno; † 2. September 1996 ebenda) war ein italienischer Fechter.

## Erfolge
Aldo Montano sicherte sich bei Weltmeisterschaften mehrere Medaillen und Titelgewinne mit der Mannschaft, aber auch im Einzel war er erfolgreich. Nach zunächst drei Vizeweltmeistertiteln zwischen 1934 und 1937, folgten 1938, 1947 und 1950 Goldmedaillen mit der Mannschaft. Im Einzel wurde er 1938 und 1947 Weltmeister. Er nahm an zwei Olympischen Spielen teil und gewann bei beiden jeweils eine Silbermedaille mit der Mannschaft. Sowohl 1936 in Berlin als auch 1948 in London musste sich die italienische Equipe lediglich der ungarischen Mannschaft geschlagen geben.

## Leben
Er kam aus einer großen Fechterfamilie, bis auf eine Ausnahme alles Säbelfechter. Sein Sohn war Mario Aldo Montano (Olympiasieger 1972 sowie Silbermedaille 1976 und 1980, Weltmeister 1973 und 1974), seine Neffen Carlo Montano (Silbermedaille Olympia 1976 im Florett), Tommaso Montano (Silbermedaille Olympia 1976) und Mario Tullio Montano (Olympiasieger 1972 und Silbermedaille 1976). Auch sein Enkel Aldo Montano war Fechter (Olympiasieger 2004, Weltmeister 2011).